# Dörrenbach

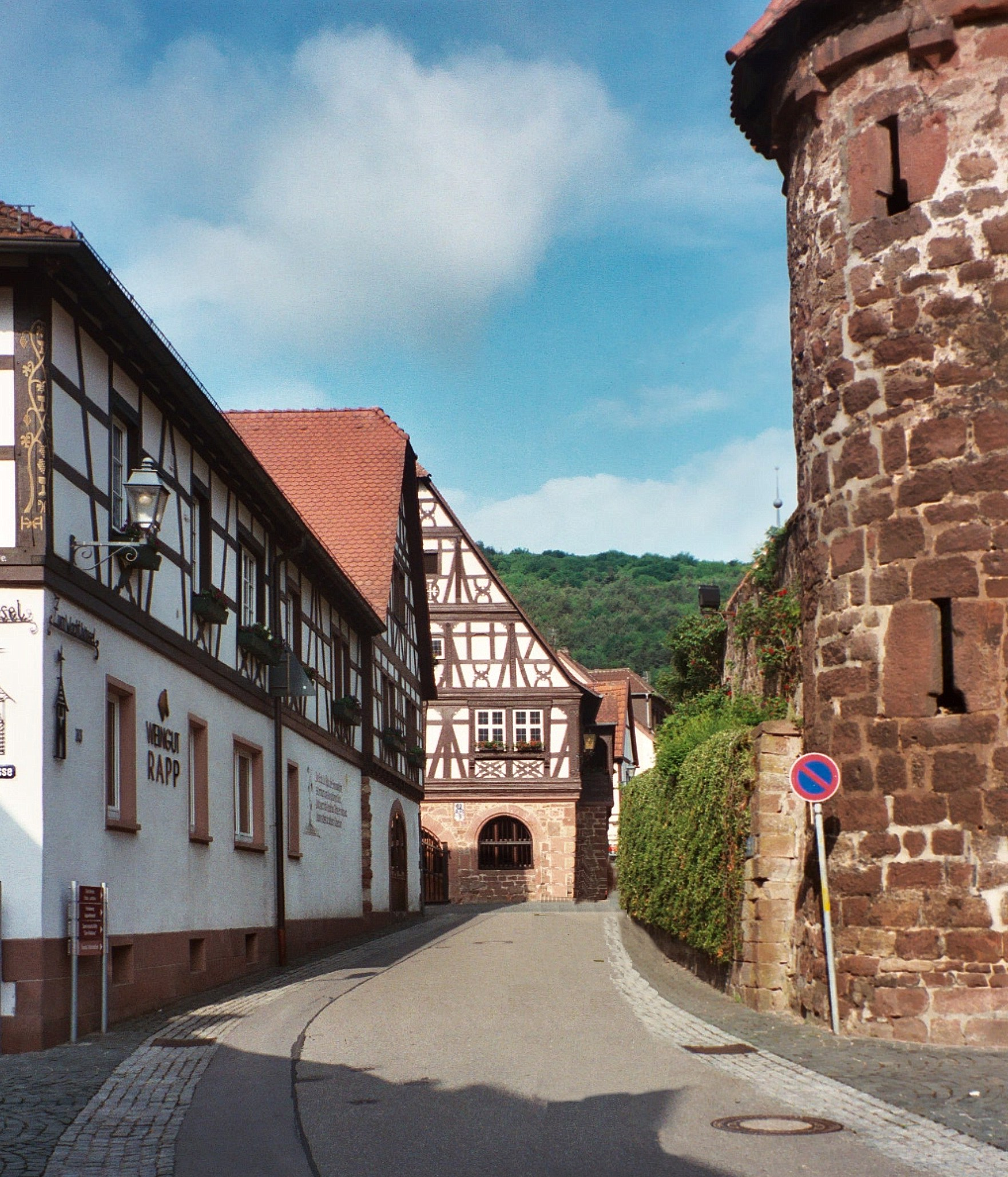
Ortsbild von Dörrenbach

Dörrenbach (pfälz. Derrebach) ist eine Ortsgemeinde im Landkreis Südliche Weinstraße in Rheinland-Pfalz. Sie gehört der Verbandsgemeinde Bad Bergzabern an. Volkstümlich wird sie oft als „Dornröschen der Pfalz“ bezeichnet.

## Geographie

### Lage
Dörrenbach ist ein staatlich anerkannter Erholungsort und liegt am östlichen Rand des Wasgaus, wie der Südteil des Pfälzerwaldes auch genannt wird. Zudem ist dieser Bereich Bestandteil des Oberen Mundatwaldes. Der Ortskern befindet sich vor dem Abfall zur Oberrheinebene auf einer Höhe von 295 m ü. NHN in einem Tal. Der Osten der Gemarkung ist Teil des Haardtrandes, alternativ Region Weinstraße genannt. Zu Dörrenbach gehören zusätzlich die Wohnplätze Am Springberg, Heyhof und Kirschbüschelhof. Nachbargemeinden sind – im Uhrzeigersinn – Bad Bergzabern, Kapellen-Drusweiler, Oberotterbach, Böllenborn und Birkenhördt.

### Erhebungen
Markante Erhebungen auf Gemarkung der Gemeinde sind unter anderem der Stäffelsberg (481 m ü. NHN), der Springenberg, der volkstümlich Kolmerberg genannte Kohlbrunnenberg (468 m ü. NHN), die Hintere Spehrenhöhe (330 m ü. NHN) und der Krönungsbusch (326 m ü. NHN).

### Gewässer
Der namensgebende Dörrenbach entspringt am östlichen Siedlungsrand, fließt nach Osten und teilweise die Gemarkungsgrenze zu Bad Bergzabern. Der Dierbach entspringt unmittelbar an der Gemarkungsgrenze zu Oberotterbach und setzt diese für die Dauer mehrerer Kilometer in Richtung Osten fort. Ganz im Nordwesten reicht die Gemarkung bis an den Böllenborn heran, der in diesem Bereich die Grenze zur gleichnamigen Ortsgemeinde darstellt.

## Geschichte

### Ortsgeschichte
Erstmals 992 wird das Dorf als Turrenbach in einer Schenkungsurkunde erwähnt, gemäß derer es von König Otto III. zusammen mit den Gütern von Oberotterbach und Niederotterbach am 11. März dem Kloster Seltz im Elsass übergeben wurde. Der Name, der eine Stelle an einem ausgetrockneten Bach bedeutet, wurde später zu Dorrenbach, Thurrenbach, Derrenbach und seit dem 19. Jahrhundert wie in der Gegenwart Dörrenbach.
Anfang des 12. Jahrhunderts bis Ende des 13. Jahrhunderts war Dörrenbach Teil der Oberen Gemeinschaft der Herrschaft Guttenberg und damit Staufisches Reichsgut. Die Grafen von Leiningen waren zunächst die alleinigen Lehnsherren des Reichsguts Guttenburg und damit auch die Herren von Dörrenbach, ab 1379 bis 1463 aber nur noch zu drei Vierteln und die Kurpfalz zu einem Viertel. Seit 1463 gehörte der Ort zu Pfalz-Zweibrücken, dem 1410 bereits der kurpfälzische Anteil zugefallen war. Nach der Zerstörung der Burg im Bauernkrieg 1525 wurde der Amtssitz Guttenberg in das Minfelder Schloss und das Hochgericht in den befestigten Kirchhof in Dörrenbach verlegt.
Ab 1680 war Frankreich der Souverän über Pfalz-Zweibrücken mit dem Guttenburger Land und damit ebenso über Dörrenbach. 1789 besetzten französische Revolutionstruppen den Ort, der mit dem Frieden von Luneville 1801 Frankreich einverleibt wurde.
Fortan war die Gemeinde Teil der Französischen Republik, anschließend bis 1815 Teil des Napoleonischen Kaiserreichs, und in den Kanton Bergzabern im Departement des Niederrheins eingegliedert. Nach den Befreiungskriegen kam das Dorf mit dem Wiener Kongress 1815 zunächst zu Österreich und bereits ein Jahr später zu Bayern. Von 1818 bis 1862 gehörte Dörnbach – so die damalige Schreibweise – dem Landkommissariat Bergzabern an; aus diesem ging das Bezirksamt Bergzabern hervor.
1939 wurde die Gemeinde in den Landkreis Bergzabern eingegliedert. Im Zweiten Weltkrieg litt das Dorf unter wiederholten Räumungen und Beschuss durch Artilleriefeuer. Nach dem Krieg wurde die Gemeinde innerhalb der französischen Besatzungszone Teil des damals neu gebildeten Landes Rheinland-Pfalz. Im Zuge der ersten rheinland-pfälzischen Verwaltungsreform wechselte der Ort am 7. Juni 1969 in den neu geschaffenen Landkreis Landau-Bad Bergzabern, der 1978 in Landkreis Südliche Weinstraße umbenannt wurde. 1970 wurde Dörrenbach staatlich anerkannter Erholungsort. Zwei Jahre später wurde die Gemeinde der ebenfalls neu gebildeten Verbandsgemeinde Bad Bergzabern zugeordnet.

### Einwohnerentwicklung
Die Entwicklung der Einwohnerzahl von Dörrenbach, die Werte von 1871 bis 1987 beruhen auf Volkszählungen:
| Jahr | Einwohner |
| ---- | --------- |
| 1815 | 1.177     |
| 1835 | 1.181     |
| 1871 | 963       |
| 1905 | 809       |
| 1939 | 1.332     |
| 1950 | 867       |
| 1961 | 989       |

| Jahr | Einwohner |
| ---- | --------- |
| 1970 | 1.076     |
| 1987 | 963       |
| 1997 | 970       |
| 2005 | 976       |
| 2011 | 914       |
| 2017 | 911       |
| 2023 | 913       |

## Religion

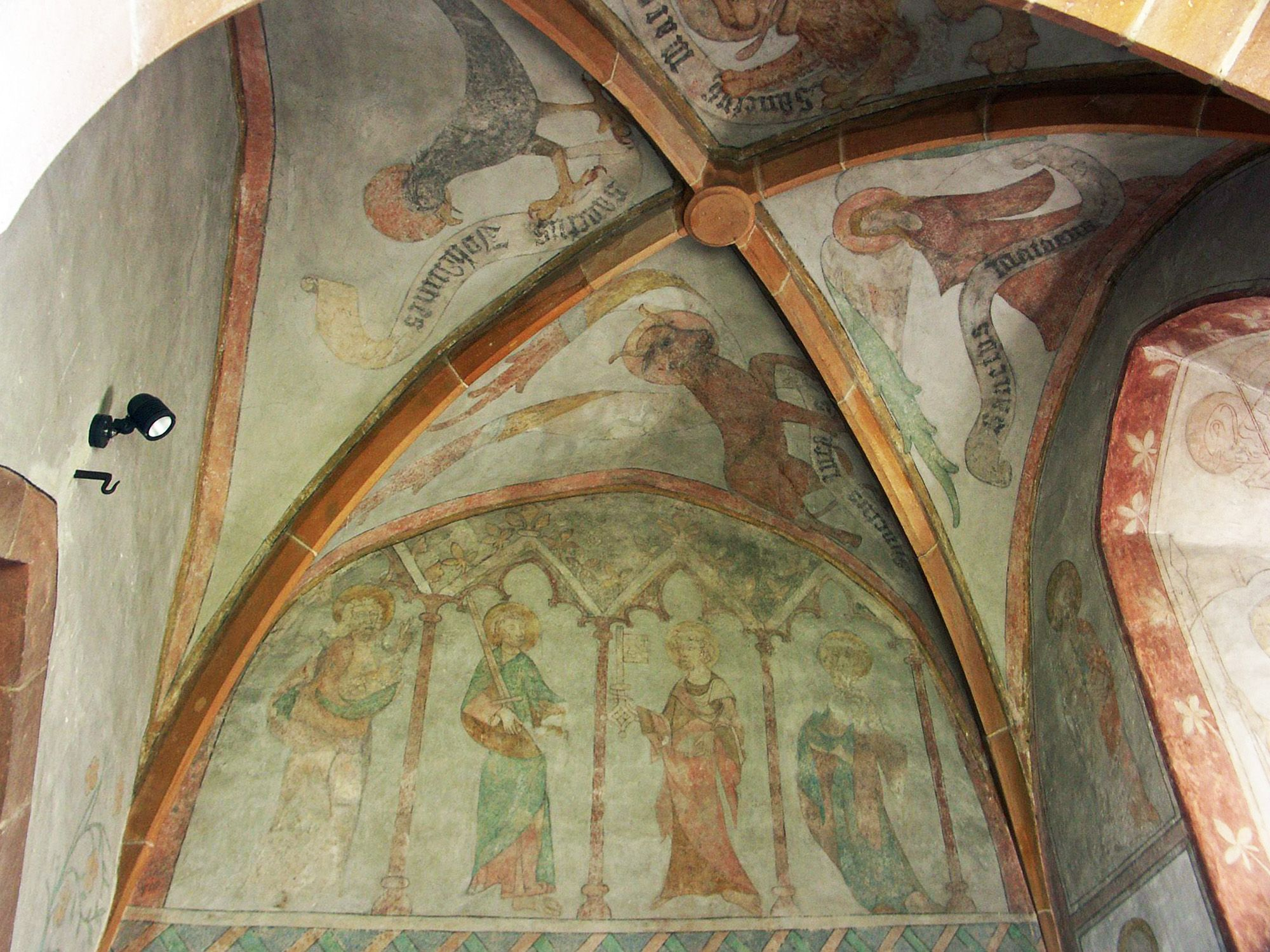
Fresken im Chor der St. Martinskirche

Bis 1531 existierte auf dem Kohlbrunnenberg ein klösterliches Anwesen, das im Zuge der Reformation weichen musste. Die Katholiken gehören zum Bistum Speyer und unterstehen dort dem Dekanat Landau, die Evangelischen zur Protestantischen Landeskirche Pfalz. 1928 existierte vor Ort eine protestantische Pfarrei.

### Konfessionsstatistik
Jahresende 2011 waren 47,5 % der Einwohner evangelisch und 34,9 % katholisch. Die übrigen 17,6 % gehörten einer anderen Glaubensgemeinschaft an oder waren konfessionslos. Die Zahl der Katholiken und vor allem die der Protestanten ist seitdem gesunken. Mit Stand 30. August 2022 waren von den Einwohnern 36,2 % evangelisch, 30,3 % katholisch und 33,5 % waren konfessionslos, gehörten einer anderen Glaubensgemeinschaft an oder machten keine Angaben.

## Politik

### Gemeinderat
Der Gemeinderat in Dörrenbach besteht aus zwölf Ratsmitgliedern, die bei der Kommunalwahl am 9. Juni 2024 in einer personalisierten Verhältniswahl gewählt wurden, und dem ehrenamtlichen Ortsbürgermeister als Vorsitzendem.
Die Sitzverteilung im Gemeinderat:
| Wahl | SPD | CDU | IGD * | WGK * | Gesamt   |
| ---- | --- | --- | ----- | ----- | -------- |
| 2024 | –   | –   | 3     | 9     | 12 Sitze |
| 2019 | 4   | 2   | 6     | –     | 12 Sitze |
| 2014 | 7   | 2   | 3     | –     | 12 Sitze |
| 2009 | 5   | 3   | 4     | –     | 12 Sitze |
| 2004 | –   | 7   | 5     | –     | 12 Sitze |

### Bürgermeister
Sven Krieger wurde am 15. Februar 2023 Ortsbürgermeister von Dörrenbach. Bei der Direktwahl am 29. Januar 2023 hatte sich der bisherige Erste Beigeordnete mit einem Stimmenanteil von 63,8 % gegen drei Mitbewerber durchgesetzt. Bei der Direktwahl am 9. Juni 2024 wurde Krieger als einziger Bewerber mit 80,7 % für weitere fünf Jahre in seinem Amt bestätigt.
Kriegers Vorgänger Ralf Schmitt, bereits von 2004 bis 2011 Ortsbürgermeister, hatte das Amt 2019 nach einer gewonnenen Stichwahl gegen Reinhard Pelz (SPD) erneut übernommen, legte es aber mit Wirkung zum 31. Oktober 2022 vorzeitig nieder. Pelz war von November 2011 bis Juli 2019 Ortsbürgermeister von Dörrenbach.

### Wappen
| Wappen von Dörrenbach | Blasonierung: „Geteilt und oben gespalten, belegt mit einem silbernen Herzschild, darin ein rotbewehrter und -bezungter, goldbekrönter blauer Löwe, oben rechts in Schwarz ein rotbewehrter, -bezungter und -bekrönter goldener Löwe, oben links von Silber und Blau gerautet, unten in Silber ein grüner Kastanienbaum.“ |
| Wappen von Dörrenbach | Wappenbegründung: Es wurde 1937 vom bayerischen Reichsstatthalter genehmigt und geht zurück auf ein Gerichtssiegel aus dem Jahr 1589. |

## Kultur

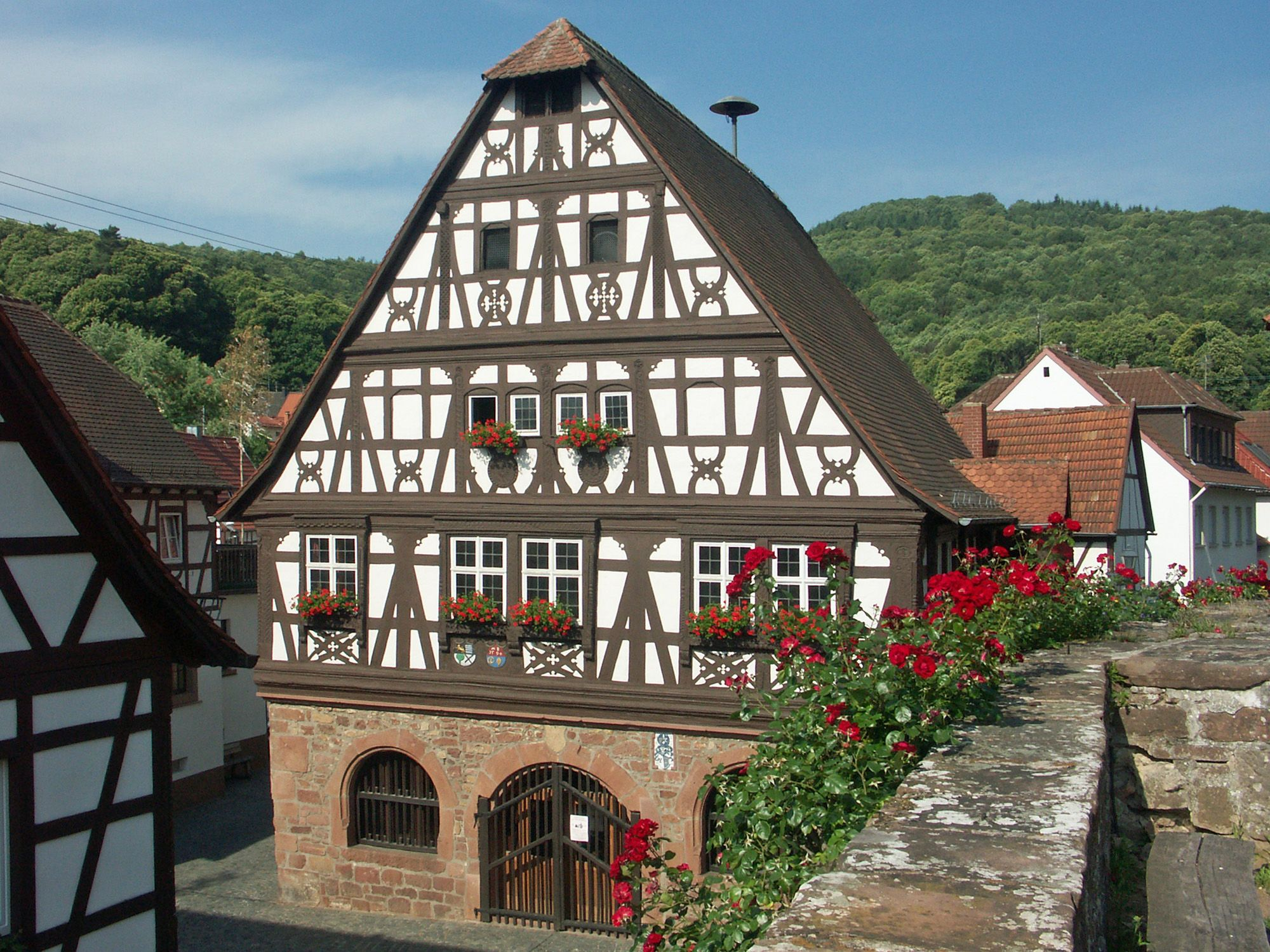
Das Renaissance-Rathaus

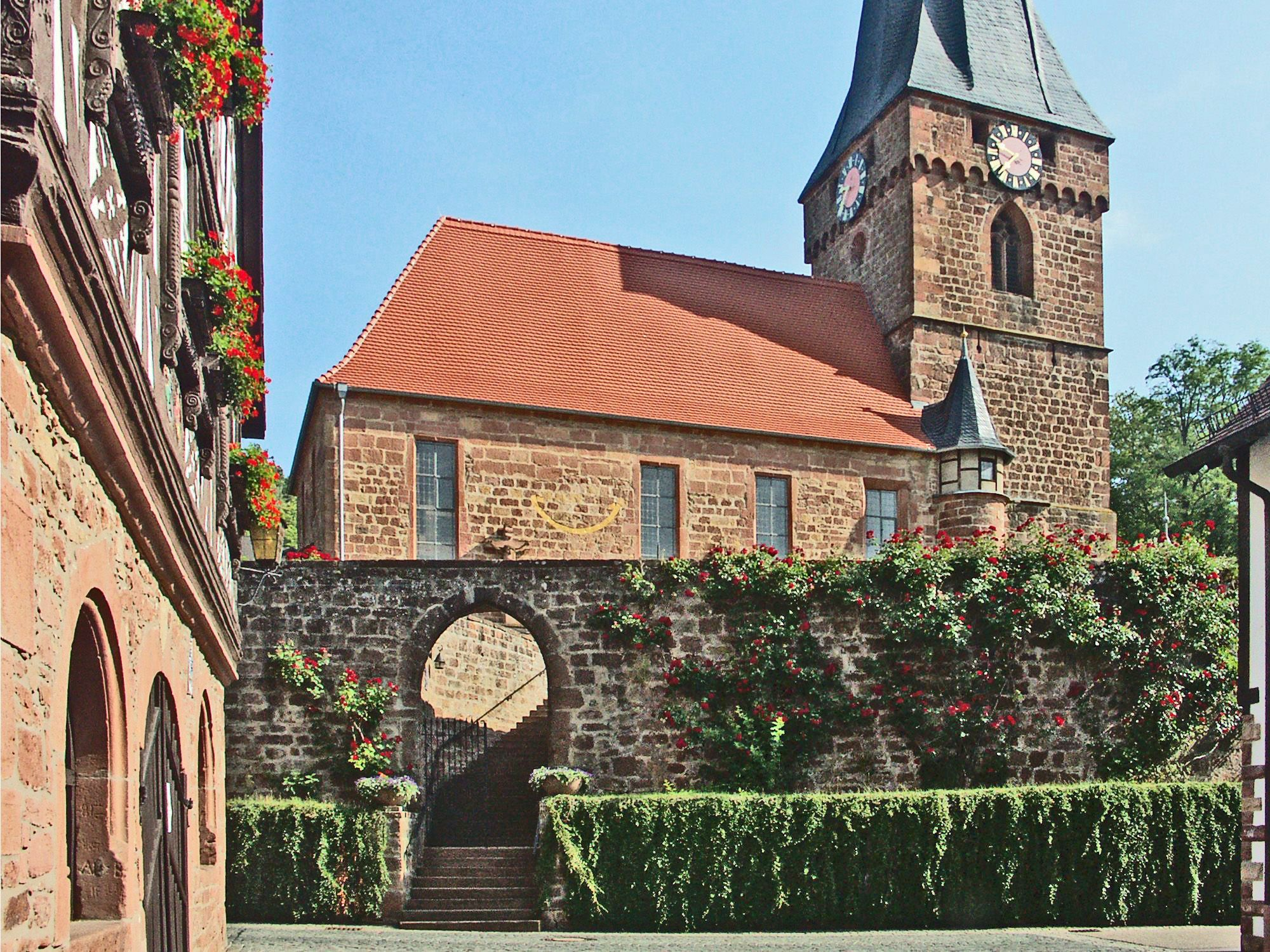
Die St. Martinskirche mit der Friedhofsbefestigung

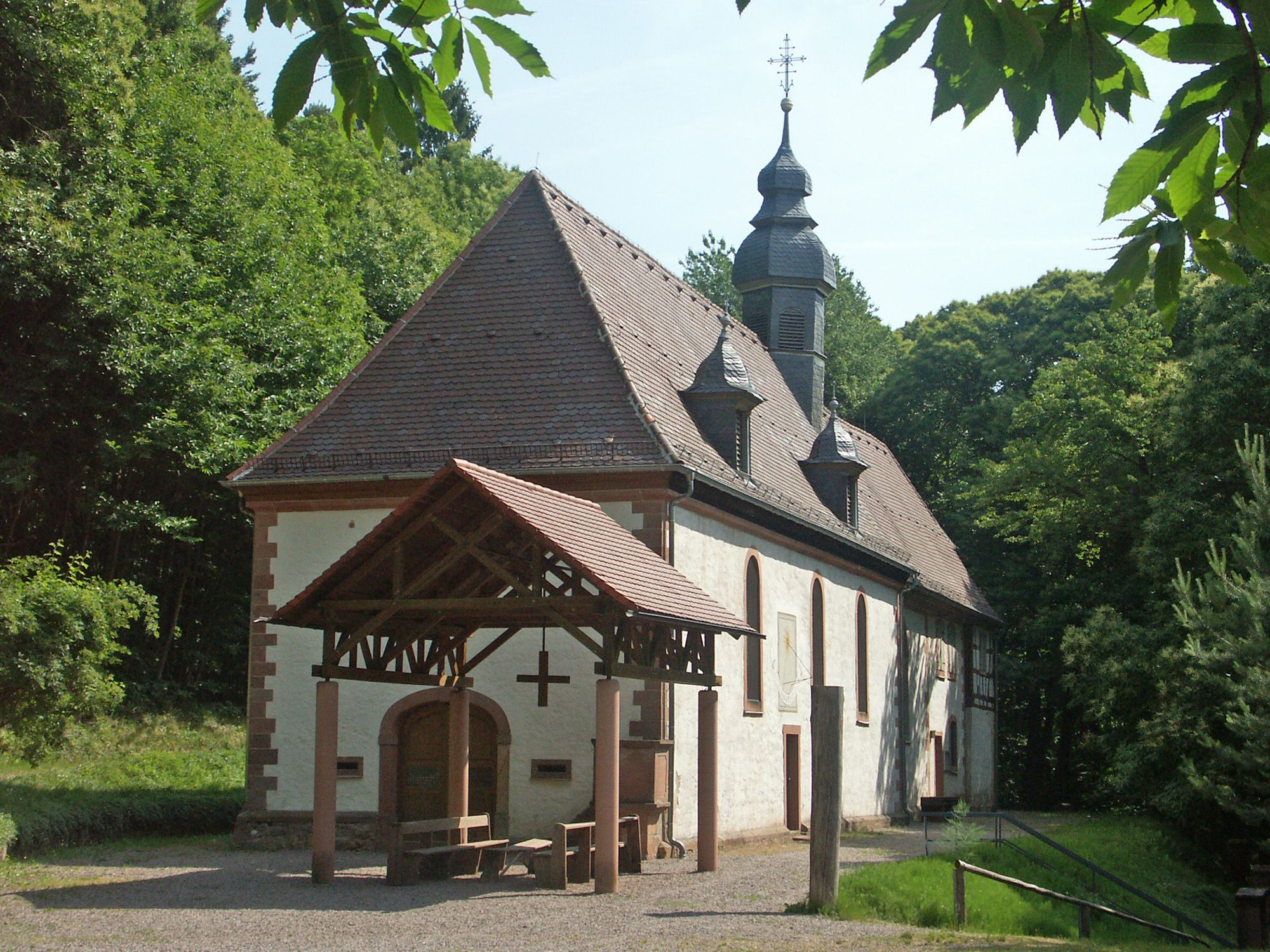
Die Kolmerberg-Kapelle

### Bauwerke
Kulturdenkmäler
Die Hauptstraße und der Wehrfriedhof sind als Denkmalzonen ausgewiesen. Hinzu kommen außerdem 20 Einzeldenkmäler, darunter folgende Objekte:
Das 1590 und 1591 erbaute Renaissance-Rathaus gehört zu den schönsten Bauwerken der Pfalz. Das Erdgeschoss besteht aus Quadermauerwerk mit rundbogigen Fenstern und einer rundbogigen Einfahrt und war früher eine einräumige Halle. Darüber erhebt sich an der Ostseite ein dreigeschossiger Fachwerkgiebel mit zahlreichen Schnitzereien, der von einem kleinen Walmansatz des Daches abgeschlossen wird.
Die Kirche St. Martin ist eine Wehrkirche. Nach einem hölzernen Vorgängerbau stammen heute ihre ältesten Teile aus der Zeit um 1300. Die Wehrhaftigkeit äußert sich in den bis zu zwei Meter starken Mauern und der Befestigung des Friedhofgeländes. Die Kirche wurde um 1510 erweitert, wiederholt zerstört und wieder aufgebaut. Über dem Chorraum sieht man das frühgotische Kreuzrippengewölbe aus der Entstehungszeit der Kirche. Ausgeschmückt ist der Chorraum mit Gemälden aus dem 14. und 15. Jahrhundert. Besonders erwähnenswert ist die Vesperglocke. Sie hat als einzige alle Kriege überdauert und ist nach einer Begutachtung während der Erneuerung des Geläutes nach Kriegsende geschätzte 750 Jahre alt, demnach eine der ältesten Glocken der Pfalz. Der Sage nach soll sie schon zu Kaiser Rotbarts Tod geläutet haben. Seit der Verfügung des französischen Intendanten vom 21. Dezember 1684 ist St. Martin eine Simultankirche, dient also beiden Konfessionen.
Die Wallfahrtskapelle „Unsere Liebe Frau vom Kolmerberg“ ist 100 Meter höher als der Ort im Walde gelegen. Sie zählt zu den bekanntesten und beliebtesten Wallfahrtskirchen der südlichen Pfalz. Erste Urkunden der Kapelle datieren auf das Jahr 1470. Im Laufe ihrer Geschichte wurde sie mehrmals zerstört und wieder aufgebaut, in ihrer heutigen Form zwischen 1804 und 1815 durch den Einsiedler Martin Schaaf. Von 1973 bis 1975 wurde die Kapelle renoviert. Die ehemalige Einsiedlerwohnung dient nun als Übernachtungsmöglichkeit für Jugendgruppen. Das Ziel der Wallfahrer war und ist noch immer das aus dem 15. Jahrhundert stammende Mutter-Gottes-Gnadenbild.
Sonstige Bauwerke
Der 1964 errichtete Stäffelsbergturm ist ein 24 Meter hoher Aussichtsturm auf dem Stäffelsberg.

### Natur
Der Westen der Gemarkung – einschließlich des Siedlungsgebietes – liegt im Naturpark Pfälzerwald, der wiederum zum Biosphärenreservat Pfälzerwald-Vosges du Nord gehört.

### Vereine
Seit dem 20. September 2008 verfügt Dörrenbach über ein am Ortseingang gelegenes Freilichttheater. Hauptnutzer ist der Schauspielverein „Dörrenbacher Eselsbühne e. V.“ Aber auch zahlreiche Gäste treten hier auf. Eine lange Tradition hat der Männergesangsverein Dörrenbach, dessen Wappen auf 1868 weist. Zudem existiert der 1950 gegründete Heimatbund Dörrenbach e. V.

### Veranstaltungen
Seit der 1000-Jahr-Feier 1992 wird in Dörrenbach jeweils auf einem großen Fest im Sommer eine junge Dame aus dem Ort zum Dornröschen gekürt. Das Dornröschen repräsentiert anschließend für zwei Jahre den Ort passend zur Ortsbezeichnung „Dornröschen der Pfalz“.

### Rittersteine

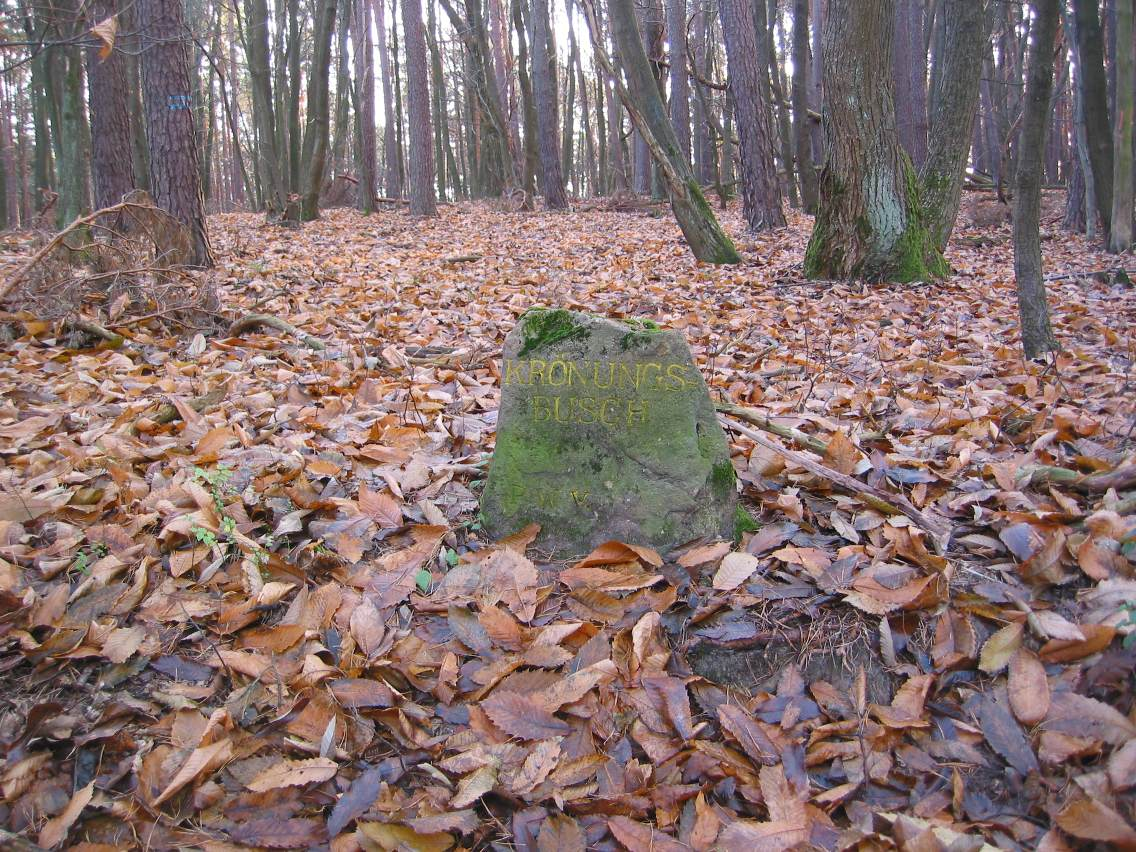
Ritterstein 16 Krönungsbusch

Auf der Gemarkung der Gemeinde befinden sich mehrere Rittersteine. Die Nummer 16 der Rittersteine trägt die Bezeichnung Krönungsbusch und weist auf Kundgebungen anlässlich der Krönung von Napoleon Franz Bonaparte zum König von Rom hin. Die in unmittelbarer Nachbarschaft zueinander liegenden Rittersteine 24 und 25 markieren eine Bildstocksäule. Ritterstein 28 liegt im Nordwesten unweit der Grenze zu Böllenborn und hat die Aufschrift Ehem. Eisenerzgruben. 194 Am alten Bild verweist auf eine weitere inzwischen nicht mehr existente Bildstocksäule.

## Wirtschaft und Infrastruktur

### Wirtschaft
Die Gemeinde ist ein Weinort und als solcher Teil des Weinanbaugebiets Pfalz. Vor Ort existiert die Einzellage Wonneberg (187,8 ha). Die Lage gehört zur Großlage Guttenberg.

### Öffentliche Einrichtungen
In Dörrenbach gibt es eine Grundschule (Grundschule am Kastanienwald) und eine evangelische Kindertagesstätte.

### Verkehr

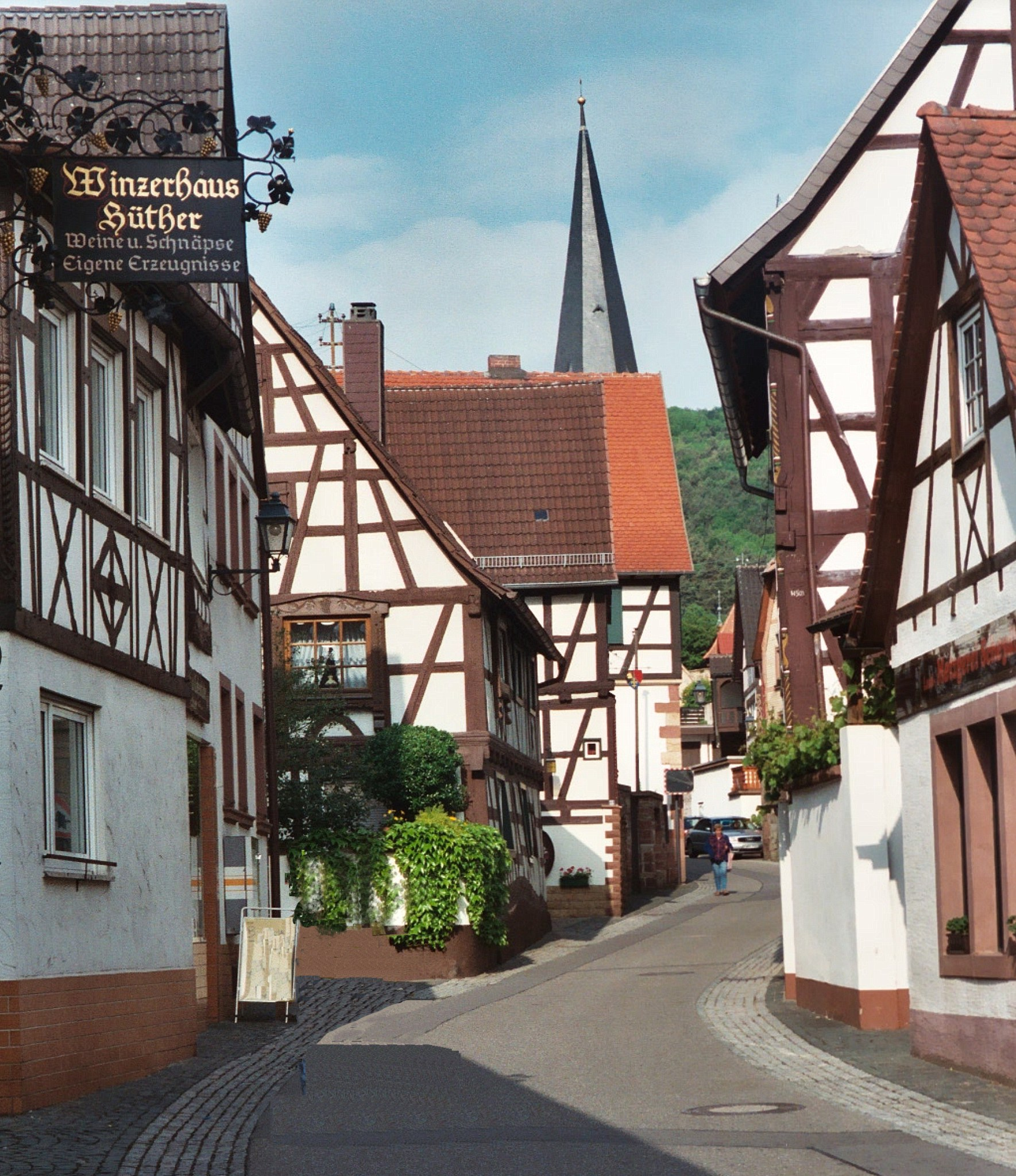
Kreisstraße 22 innerhalb von Dörrenbach

Der öffentliche Nahverkehr ist in den Verkehrsverbund Rhein-Neckar (VRN) integriert. Die Gemeinde ist über die Buslinie 543, welche die beiden Bahnhöfe Bad Bergzabern und Wissembourg miteinander verbindet, an das Nahverkehrsnetz angeschlossen. Zur Bedienung des Ortes wird dabei eine Stichfahrt unternommen.
Der Ortskern von Dörrenbach weist keinen Durchgangsverkehr auf. Die Bundesstraße 38 verläuft in Nord-Süd-Richtung durch die Gemarkung, mit Anschluss an die dort beginnende Bundesstraße 48 östlich von Bad Bergzabern. Von ersterer zweigt die Kreisstraße 22 ab, die das Dörrenbacher Siedlungsgebiet an das Straßennetz anbindet und die Landesstraße 508 nach Bad Bergzabern. Die Landesstraße 545 durchquert in Nord-Süd-Richtung den äußersten Osten der Gemeindegemarkung.

### Tourismus
Östlich der Bebauung führt die Deutsche Weinstraße vorbei. Zudem führen mitten durch die Gemeinde der Prädikatswanderweg Pfälzer Weinsteig und der mit einem gelben Balken gekennzeichnete Fernwanderweg Pirmasens–Belfort. Durch die Waldgemarkung verlaufen ein Wanderweg, der mit einem blauen Kreuz markiert ist und der zu den sogenannten Saar-Rhein Wanderwegen zählende Weg mit der Kennzeichnung Schwarzer Punkt auf weißem Balken, der von Saarbrücken bis nach Rülzheim führt. Östlich der Bebauung verlaufen außerdem der Pfälzer Mandelpfad und der Radweg Deutsche Weinstraße.

## Persönlichkeiten

### Ehrenbürger
- Albert Bourquin

### Personen, die vor Ort gewirkt haben
- Oswald Damian (1889–1978), protestantischer Theologe, hatte ab 1934 vor Ort eine Pfarrstelle inne.